# Schizosaccharomyces pombe

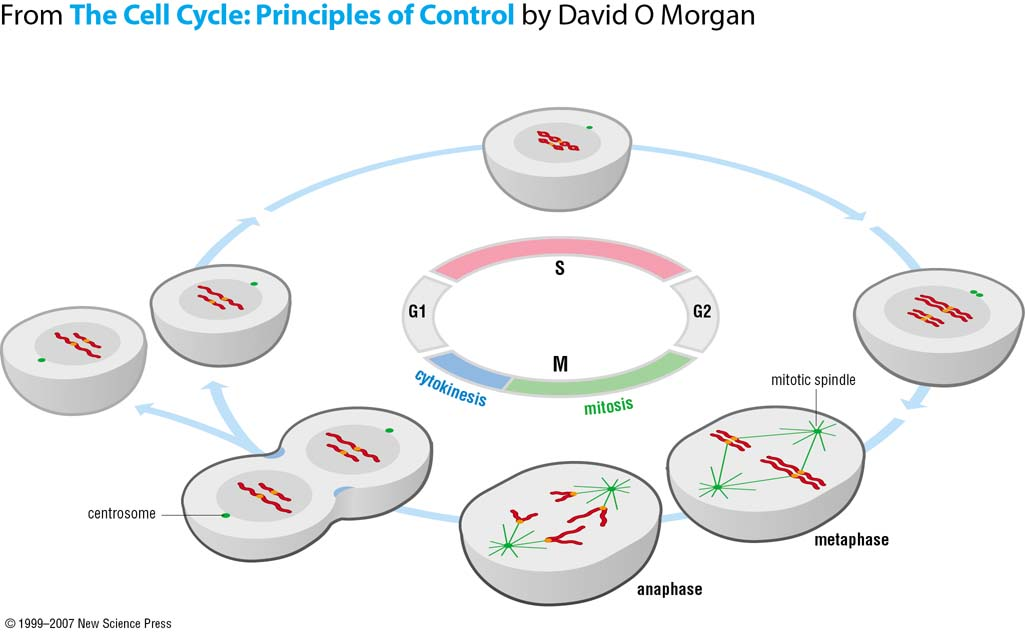
Przebieg cyklu komórkowego u większości organizmów

Schizosaccharomyces pombe (Lindner) A. Jörg. – gatunek jednokomórkowych grzybów zaliczanych do drożdży.

## Systematyka i nazewnictwo
Pozycja w klasyfikacji według Index Fungorum: Saccharomycetaceae, Saccharomycetales, Saccharomycetidae, Saccharomycetes, Saccharomycotina, Ascomycota, Fungi.
Po raz pierwszy opisał go Paul Lindner w 1893 r., nadając mu nazwę Schizosaccharomyces pombe. Wyizolował je z afrykańskiego piwa warzonego z prosa. Nazwa gatunkowa wywodzi się z języka suahili w którym pombe oznacza właśnie piwo’. Ma kilkanaście synonimów. Niektóre z nich:
- Schizosaccharomyces acidodevoratus Tschalenko 1941
- Schizosaccharomyces formosensis Nakaz. 1914
- Schizosaccharomyces taito Nakaz. 1918

## Charakterystyka
S. pombe powszechnie występuje w wydzielinach drzew, na korzeniach roślin i w otaczającej je glebie, na dojrzałych i gnijących owocach. Przenoszony jest przez owady. Jest jednokomórkowym eukariota o komórkach wydłużonego, pałeczkowatego kształtu. Wielkość komórek waha się w granicach 2–3 mikrometrów średnicy i 7–14 mikrometrów długości.
Podobnie jak Saccharomyces cerevisiae jest to organizm modelowy w biologii molekularnej i komórki, komórek eukariotycznych. Był drugim gatunkiem drożdży, którego genom poddano sekwencjonowaniu, prace zakończono w 2002 roku. Zawiera 3 chromosomy, a szacowana liczba genów kodujących białka to 5123, ale potwierdzono obecność tylko 4981. Do charakterystycznych cech genomu tego gatunku drożdży należy także budowa centromerów, które są zdecydowanie dłuższe niż u innych gatunków.
S. pombe zalicza się do tzw. drożdży konwencjonalnych i w odróżnieniu od większości gatunków drożdży nie rozmnaża się przez pączkowanie. Jego komórki utrzymują swój wydłużony kształt poprzez spolaryzowany wzrost oraz następujący później podział wzdłuż krótkiej osi (podobnie jak większość bakterii), co owocuje dwoma komórkami o jednakowej wielkości (w przeciwieństwie do pączkowania Saccharomyces cerevisiae). Właściwość ta, przy jednoczesnym zachowaniu klasycznych cech organizmu eukariotycznego, czyni z S. pombe doskonałe narzędzie do badania mitozy, mejozy, regulacji cyklu komórkowego oraz procesów starzenia.
Badacz S. pombe Paul Nurse razem z Lee Hartwellem i Timothym Huntem w roku 2001 zostali uhonorowani Nagrodą Nobla w dziedzinie fizjologii i medycyny za ich badania nad regulacją cyklu komórkowego. Pełna sekwencja genomu S.pombe została opublikowana w 2002 r. przez konsorcjum pod przewodnictwem Instytutu Sangera. Był to szósty organizm eukariotyczny, którego genom zsekwencjonowano w całości i opublikowano. Stało się to impulsem do bardzo szerokich badań z użyciem S. pombe jako analoga komórek organizmów wyższych. Rozszyfrowano także genom mitochondrialny tego gatunku.

## PorównanieSchizosaccharomyces pombezSaccharomyces cerevisiae
Gatunki te miały wspólnego przodka, rozdzieliły się około 300 do 600 milionów lat temu. Niektóre z technicznych różnic między tymi dwoma gatunkami to:
- S. cerevisiae ma ~ 5600 otwartych ramek odczytu (ORF), gdy S. pombe ma ich ~ 5070;
- Pomimo podobnej liczby genów, S. cerevisiae ma tylko około 250 intronów, S. pombe ma prawie 5000;
- S. cerevisiae ma 16 chromosomów, a S. pombe 3;
- S. cerevisiae jest zwykle diploidem, kiedy S. pombe jest zazwyczaj haploidem;
- S. cerevisiae brak telomerów, S. plombe ma ich komplet[6]
- S. cerevisiae jest głównie w fazie G1 cyklu komórkowego (co za tym idzie przejście G1-S jest ściśle kontrolowane), podczas gdy S. pombe jest zazwyczaj w fazie G2 cyklu (i ściśle kontrolowane jest przejście G2-M)[4].